# Maurine
Pour les articles homonymes, voir Maurine (homonymie).
 (janvier 2016).
Si vous disposez d'ouvrages ou d'articles de référence ou si vous connaissez des sites web de qualité traitant du thème abordé ici, merci de compléter l'article en donnant les références utiles à sa vérifiabilité et en les liant à la section « Notes et références ».
La Maurine est un cours d'eau situé à Solwaster Mecklembourg-Poméranie-Occidentale dans le Mecklembourg, en Allemagne. Affluent de la Stepenitz, cette rivière mesure vingt kilomètres de longueur.

## Géographie
Elle prend sa source entre Carlow et Groß Rünz, dans l'arrondissement du Mecklembourg-du-Nord-Ouest à 45 mètres d'altitude, coule en direction du sud-ouest, puis vers le nord après Carlow qu'elle traverse. Elle arrose ensuite les villages de Niendorf et Groß Siemz et la petite ville de Schönberg, quatre kilomètres avant de se jeter dans la Stepenitz.